# Mévergnies

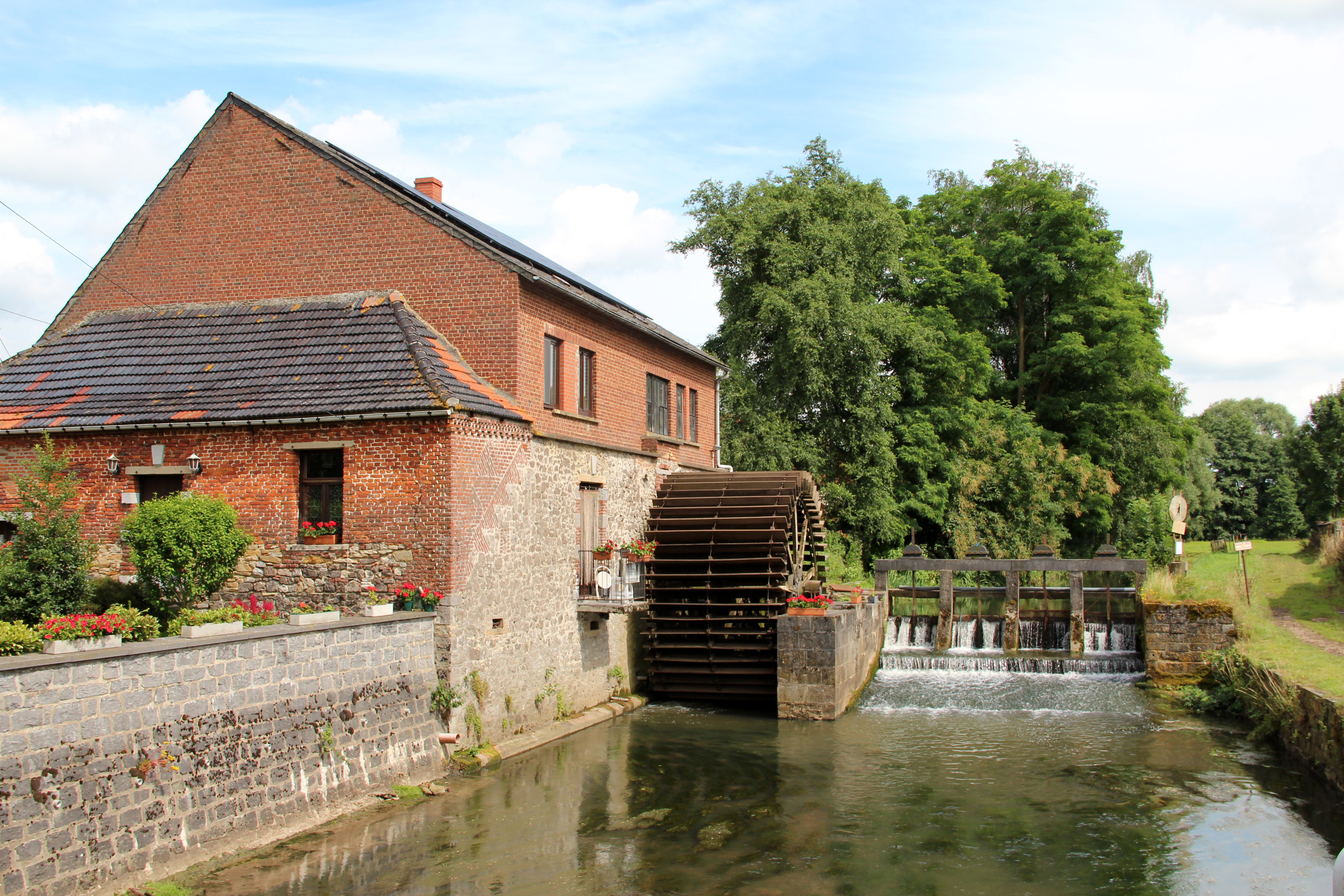
De watermolen Thully.

Mévergnies-lez-Lens is een dorp in de Belgische provincie Henegouwen, en een deelgemeente van de Waalse gemeente Brugelette.
Mévergnies-lez-Lens was een zelfstandige gemeente, tot die bij de gemeentelijke herindeling van 1977 toegevoegd werd aan de gemeente Brugelette.

## Bezienswaardigheden
- De Sint-Gervasius-Sint-Protasiuskerk (Église Saint-Gervais et Protais) is een bakstenen neoclassicistisch bouwwerk van 1838-1839 met grafstenen uit de 16e, 17e en 18e eeuw.
- De Moulin Thully, een watermolen op de Oostelijke Dender met nog een groot onderslagrad.

## Natuur en landschap
Mévergnies ligt aan de Oostelijke Dender op een hoogte van 45 meter aan de kerk.

## Demografische ontwikkeling
- Bronnen:NIS, Opm:1831 tot en met 1970=volkstellingen, 1976= inwoneraantal op 31 december

## Nabijgelegen kernen
Attre, Ghislenghien, Brugelette, Chièvres